# Dobrzyń nad Wisłą
Dobrzyń nad Wisłą este un oraș în Polonia.